# Wormwood: Gentleman Corpse

Wormwood: Gentleman Corpse, é uma série de bandas desenhadas (português europeu) ou histórias em quadrinhos (português brasileiro) escrita e ilustrada por Ben Templesmith da IDW Publishing. Ela começou a ser lançada no final de 2006. 